# Ricardo Büttner

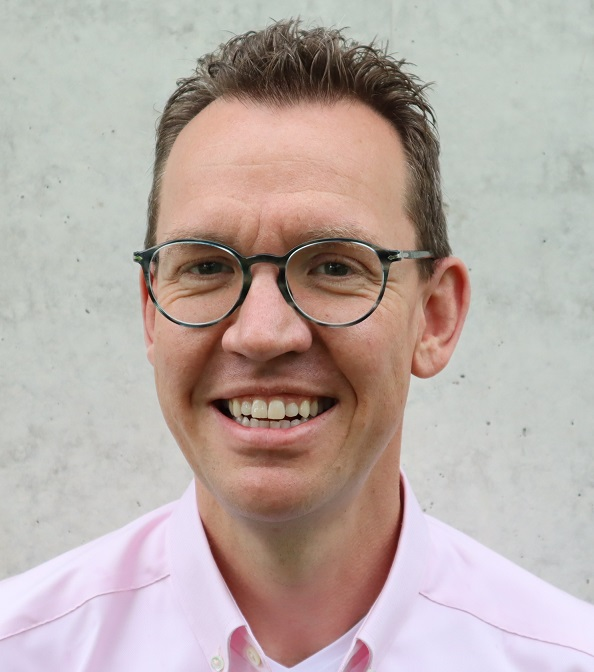
Ricardo Büttner (2021)

Ricardo Büttner (* 22. Januar 1976 in Leipzig) ist ein deutscher Wirtschaftsinformatiker. Er ist Inhaber des Lehrstuhls für Wirtschaftsinformatik und Data Science der Universität Bayreuth.

## Leben
Büttner studierte von 1994 bis 1999 Informatik und parallel von 1996 bis 2000 Wirtschaftsingenieurwesen an der Technischen Universität Ilmenau sowie später berufsbegleitend 2002 bis 2004 Betriebswirtschaftslehre an der FernUniversität Hagen.
Seine Karriere begann Büttner im Jahr 2000 bei der BMW AG in München. Berufsbegleitend promovierte er von 2003 bis 2009 in Wirtschaftsinformatik an der Universität Hohenheim und war seit dem Wintersemester 2007 an der FOM – Hochschule für Oekonomie und Management in München als Lehrbeauftragter tätig. 2009 wurde er als Professor für Wirtschaftsinformatik, Organisation und Personal an die FOM berufen. Er gründete und leitete das Institute of Management & Information Systems (mis) und führte dort u. a. das vom Bundesministerium für Bildung und Forschung geförderte Projekt efficientRecruiting 2.0 durch. Für seine Forschungen erhielt er 2013 und 2015 den FOM-Forschungspreis.
Ab März 2017 war Büttner Professor für Data Science an der Fakultät Wirtschaftswissenschaften der Hochschule Aalen. Seit August 2021 hat Büttner den Lehrstuhl für Wirtschaftsinformatik und Data Science der Universität Bayreuth inne.

## Publikationen (Auswahl)
Monographien:
- Ricardo Büttner: Automatisierte Verhandlungen in Multi-Agenten-Systemen. Entwurf eines argumentationsbasierten Mechanismus für nur imperfekt beschreibbare Verhandlungsgegenstände. Dissertation Universität Hohenheim 2009, Gabler, Wiesbaden 2011, ISBN 978-3-8349-2131-4

Zeitschriftenartikel:
- Ricardo Büttner: Getting a job via career-oriented social networking markets: The weakness of too many ties. In: Electronic Markets: The International Journal on Networked Business. 2017, ISSN 1019-6781, S. 1–15, doi:10.1007/s12525-017-0248-3 (freier Volltext).
- Ricardo Büttner: Predicting user behavior in electronic markets based on personality-mining in large online social networks: A personality-based product recommender framework. In: Electronic Markets: The International Journal on Networked Business. 2016, ISSN 1019-6781, S. 1–19, doi:10.1007/s12525-016-0228-z (freier Volltext).
- Sebastian Sauer, Ricardo Büttner, Thomas Heidenreich, Jana Lemke, Christoph Berg, Christoph Kurz: Mindful Machine Learning: Using Machine Learning Algorithms to Predict the Practice of Mindfulness. In: European Journal of Psychological Assessment. 2016, ISSN 1015-5759. doi:10.1027/1015-5759/a000312.
- Sebastian Sauer, Jana, Lemke, Winfried Zinn, Ricardo Büttner, Niko Kohls: Mindful in a random forest: Assessing the validity of mindfulness items using random forests methods. In: Journal of Personality and Individual Differences 81, 2015, S. 117–123. ISSN 0191-8869. doi:10.1016/j.paid.2014.09.011.
- Ricardo Büttner: Zum situativen Einfluss der Weltwirtschaftskrise 2008 ff. auf die Arbeitsmotivation und die -zufriedenheit: Eine empirische Studie zu Einstellungsveränderungen hinsichtlich der Motivations- und Hygienefaktoren der 2-Faktoren-Theorie. In: Arbeit. Zeitschrift für Arbeitsforschung, Arbeitsgestaltung und Arbeitspolitik. Jahrgang 19, Nr. 4, 2010, ISSN 2365-984X, S. 289–294.
- Ricardo Büttner: The State of the Art in Automated Negotiation Models of the Behavior and Information Perspective. In: International Transactions on Systems Science and Applications (ITSSA). Jahrgang 1, Nr. 4, 2006, ISSN 1751-1461, S. 351–356.